# Geolycosa insulata
Geolycosa insulata är en spindelart som först beskrevs av Cândido Firmino de Mello-Leitão 1944. 
Geolycosa insulata ingår i släktet Geolycosa och familjen vargspindlar. Inga underarter finns listade i Catalogue of Life.